# De Belgische Socialist
De Belgische Socialist, in het Frans Le Socialiste belge, was een Belgisch tweetalig socialistisch tijdschrift.

## Historiek
Het clandestiene tijdschrift werd opgericht op 23 september 1916 te Rotterdam door de Bond van Belgische Arbeiders in Nederland en vond zijn oorsprong in de onenigheid tussen Camille Huysmans en Modeste Terwagne met betrekking tot de vanuit het Office belge te Den Haag gevoerde promotie voor de annexionistische Belgische regeringspolitiek.
De openlijke kritiek op de Belgische regering De Broqueville II in Sainte-Adresse (nabij Le Havre) leidde in maart 1918 tot een publicatieverbond. Dit publicatieverbod werd evenwel omzeild door het te laten verschijnen als bijlage van het SDAP-tijdschrift Het Volk.

## Historisch document
- Digitaal archief De Belgische Socialist; Het Archief